# Clare Kramer
Clare Elizabeth Kramer (Atlanta, 3 settembre 1974) è un'attrice statunitense.

## Biografia
Nata ad Atlanta, Georgia, Kramer ha trascorso gran parte della sua infanzia nel Delaware, Ohio, che si trova appena a nord di Colombo. Dopo il diploma di scuola superiore, ha frequentato la New York University.
Kramer ha fatto un notevole lavoro di teatro e ha svolto ruoli di guest star in numerosi spettacoli televisivi, tra cui Tru Calling, Sabrina, vita da strega e Buffy l'ammazzavampiri.
Il 25 ottobre 2005, ha sposato Brian R. Kramer Keathley.
Con il marito ha quattro figli: le figlie Gavin (nata il 4 febbraio 2008) e River (nata il 21 febbraio 2010) e i figli Hart (nato nel marzo 2012) e Sky LynLee (nato il 11 dicembre 2013).

## Filmografia

### Cinema
- In & Out, regia di Frank Oz (1997)
- Ropewalk, regia di Matt Brown (2000)
- Ragazze nel pallone (Bring It On), regia di Peyton Reed (2000)
- The Mallory Effect, regia di Dustin Guy (2002)
- Le regole dell'attrazione (The Rules of Attraction), regia di Roger Avary (2002)
- D.E.B.S., regia di Angela Robinson - cortometraggio (2003)
- Mummy an' the Armadillo, regia di J.S. Cardone (2004)
- The Skulls III, regia di J. Miles Dale (2004) (home video)
- L.A. D.J., regia di Thomas Ian Nicholas (2004)
- Guy in Row Five, regia di Jonathon E. Stewart e Phil Thurman (2005)
- The Gravedancers, regia di Mike Mendez (2006)
- The Thirst, regia di Jeremy Kasten (2006)
- The Grift, regia di Ralph E. Portillo (2008)
- Road To Hell, regia di Albert Pyun (2008)
- Endure, regia di Joe O'Brien (2010)
- Sweet Tooth, episodio di Tales of Halloween, regia di Dave Parker (2015)

### Televisione
- Una scommessa di troppo (Vig), regia di Graham Theakston - film TV (1998)
- Outreach - serie TV (1999)
- Dodge's City - film TV (1999)
- The Random Years - serie TV, episodio 1x02 (2002)
- Buffy l'ammazzavampiri (Buffy the Vampire Slayer) - serie TV, 13 episodi (2000-2002)
- Sabrina, vita da strega (Sabrina, the Teenage Witch) - serie TV, episodio 7x05 (2002)
- Tru Calling - serie TV, episodio 1x13 (2004)
- Dr. House - Medical Division (House, M.D.) - serie TV, episodio 3x01 (2006)
- Goodnight Burbank - serie TV, 4 episodi (2011)
- Star Trek Continues - serie TV, episodio 1x07 (2016)

## Doppiatrici italiane
- Emanuela D'Amico in Ragazze nel pallone
- Francesca Fiorentini in Buffy l'ammazzavampiri (ep. 5x05-5x06)
- Roberta Pellini in Buffy l'ammazzavampiri (ep. 5x08-7x01)
- Domitilla D'Amico in Tru Calling
- Valeria Vidali in Dr. House - Medical Division